# Storkow
Storkow is een gemeente in de Duitse deelstaat Brandenburg, gelegen in de Landkreis Oder-Spree. De stad telt 9.352 inwoners. Tijdens de Hongaarse Opstand in 1956 heeft een schoolklas de slachtoffers hiervan herdacht, wat de autoriteiten niet waardeerden. De schrijver Dietrich Garstka heeft hier een biografische roman over geschreven. In 2018 is de film Das schweigende Klassenzimmer uitgekomen, dat gebaseerd is op dit boek.

## Geografie
Storkow heeft een oppervlakte van 83 km² en ligt in het oosten van Duitsland.

## Plaatsen in de gemeente Storkow
- Alt Stahnsdorf
- Bugk
- Görsdorf
- Groß Eichholz
- Groß Schauen
- Klein Schauen
- Kehrigk
- Kummersdorf
- Limsdorf
- Philadelphia
- Rieplos
- Selchow
- Schwerin
- Storkow (Kernstadt)
- Wochowsee

## Demografie
| Jaar | Inwoners |
| ---- | -------- |
| 1875 | 6 004    |
| 1890 | 5 738    |
| 1910 | 6 172    |
| 1925 | 6 847    |
| 1939 | 7 824    |
| 1950 | 9 297    |
| 1964 | 8 626    |

| Jaar | Inwoners |
| ---- | -------- |
| 1971 | 8 581    |
| 1981 | 8 890    |
| 1985 | 8 801    |
| 1990 | 9 671    |
| 1995 | 9 320    |
| 2000 | 9 522    |
| 2005 | 9 476    |

| Jaar | Inwoners |
| ---- | -------- |
| 2010 | 9 077    |
| 2015 | 9 020    |
| 2016 | 9 070    |
| 2017 | 9 097    |
| 2018 | 9 180    |
| 2019 | 9 226    |
| 2020 | 9 352    |

Gegevensbronnen worden beschreven in de Wikimedia Commons..
Bad Saarow ·
Beeskow ·
Berkenbrück ·
Briesen (Mark) ·
Brieskow-Finkenheerd ·
Diensdorf-Radlow ·
Eisenhüttenstadt ·
Erkner ·
Friedland ·
Fürstenwalde/Spree ·
Gosen-Neu Zittau ·
Groß Lindow ·
Grünheide ·
Grunow-Dammendorf ·
Jacobsdorf ·
Langewahl ·
Lawitz ·
Mixdorf ·
Müllrose ·
Neißemünde ·
Neuzelle ·
Ragow-Merz ·
Rauen ·
Reichenwalde ·
Rietz-Neuendorf ·
Schlaubetal ·
Schöneiche bei Berlin ·
Siehdichum ·
Spreenhagen ·
Steinhöfel ·
Storkow ·
Tauche ·
Vogelsang ·
Wendisch Rietz ·
Wiesenau ·
Woltersdorf ·
Ziltendorf